# Zones de dòlmens de Gochang, Hwasun i Ganghwa
Els dòlmens Gochang, Hwasun i Ganghwa són la ubicació de centenars de dòlmens de pedra que van ser utilitzats com a tombes i amb fins rituals durant el primer mil·lenni abans de Crist, quan la cultura megalítica era prominent a la península coreana. Els llocs van ser designats com a Patrimoni de la Humanitat de la UNESCO el 2000.
Es diu que Corea conté més del 40% dels dòlmens del món, que es concentren sobretot en aquests tres llocs.